# Влень
Влень (пол. Wleń, нім. Lähn) — місто в південно-західній Польщі, на річках Бубр та Вежбник.
Належить до Львувецького повіту Нижньосілезького воєводства.

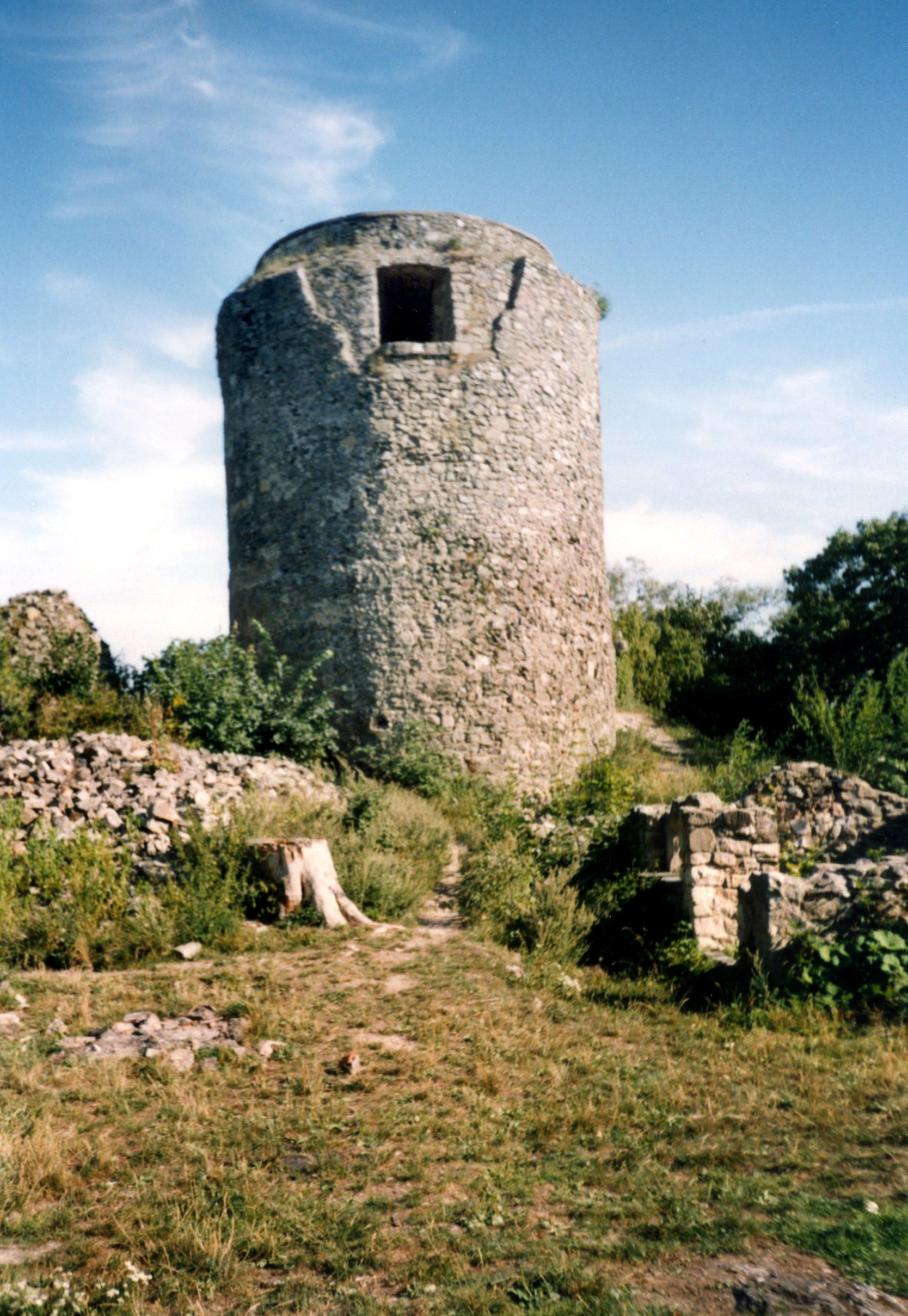

## Демографія
Демографічна структура станом на 31 березня 2011 року:
|          | Загалом | Допрацездатний вік | Працездатний вік | Постпрацездатний вік |
| -------- | ------- | ------------------ | ---------------- | -------------------- |
| Чоловіки | 894     | 154                | 666              | 74                   |
| Жінки    | 961     | 127                | 599              | 235                  |
| Разом    | 1855    | 281                | 1265             | 309                  |